# Godawari (Kailali)
Godawari (Nepali गोदावरी) ist eine Stadt (Munizipalität) im westlichen Terai Nepals im Distrikt Kailali. Sie ist seit 2018 Hauptstadt der Provinz Sudurpashchim.

## Geschichte
Die Stadt entstand unter dem Namen Attariya im Jahr 2014 durch Zusammenlegung der Village Development Committees Beladevipur, Geta, Malakheti und Sripur.
Im Zuge der Neustrukturierung der lokalen Ebene und der Schaffung der Gaunpalikas (Landgemeinden) durch Zusammenlegung und Abschaffung der Village Development Committees am 10. März 2017 wurde noch das VDC Godawari eingemeindet und die Stadt nach dem eingemeindeten VDC benannt.
Am 29. September 2018 gab sich die bisherige Provinz Nr. 7 den heutigen Namen Sudurpashchim und wählte Godawari als neuen Hauptort der Provinz. Bis dahin war das 20 km entfernte Dhangadhi temporäre Hauptstadt der Provinz gewesen.

## Geographie
Das Stadtgebiet umfasst 308,63 km². Die Fernstraßen Mahendra Rajmarg und Mahakali Rajmarg kreuzen sich am Hauptort Malakheti.

## Einwohner
Bei der Volkszählung 2011 hatten die VDCs, aus welchen die Stadt entstand, 72.521 Einwohner. Nach der weiteren Eingemeindung im Jahr 2017 beträgt die Einwohnerzahl 78.018 Einwohner.